# Chantelle Handy
Pour les articles homonymes, voir Handy.
Chantelle Handy, née le 16 juin 1987 à Consett, en Angleterre, est une joueuse britannique de basket-ball. Elle évolue au poste d'ailier.

## Biographie
Avec le champion de Grèce Sony Athinaikos en 2011-2012, elle totalise 13,5 points et 5,1 rebonds puis 1,8 point et 0,6 rebond avec l'équipe nationale, elle rejoint le club turc de Mersin pour 2012-2013.
En juin 2013, elle s'engage avec le club français du Nantes Rezé Basket, mais elle remerciée après cinq rencontres (6,0 points à 28,6 % d'adresse).